# 위안저우구 (구위안시)
위안저우구(한국어: 원주구, 중국어: 原州区, 병음: Yuánzhōu Qū)는 중국 닝샤 후이족 자치구 구위안 시의 현급 행정구역이다. 넓이는 3,520km2이고, 인구는 2007년 기준으로 420,000명이다.
위안저우 구는 구위안의 경제, 정치, 교통의 중심지이다. 구가 비록 닝샤 후이족 자치구 내에 위치하고 있기는 하지만 사실상 후이족 인구의 비율은 한족보다 낮다. 구 주민의 80%가 농민이다.

## 기후
연평균 기온은 6°C이고 연평균 강수량은 350~650mm이다.

## 행정 구역
1개 가도, 7개 진, 6개 향을 관할한다.
- 가도: 中山街道.
- 진: 三营镇, 七营镇, 清河镇, 开城镇, 张易镇, 彭堡镇, 头营镇.
- 향: 中河乡, 河川乡, 官厅乡, 甘城乡, 炭山乡, 寨科乡.